# Сельма (коммуна)
Сельма (нем. Selma) — деревня и бывшая коммуна в Швейцарии, в кантоне Граубюнден.
До 2014 года имела статус отдельной коммуны. 1 января 2015 года была объединена с коммунами Арвиго, Браджо, Кауко и Сельма  в новую коммуну Каланка. 
Входит в состав региона Моэза (до 2015 года входила в округ Моэза).
Население деревни составляет 33 человека (на 31 декабря 2013 года). Официальный код — 3811.
В коммуне расположена католическая церковь.